# Solo (música)

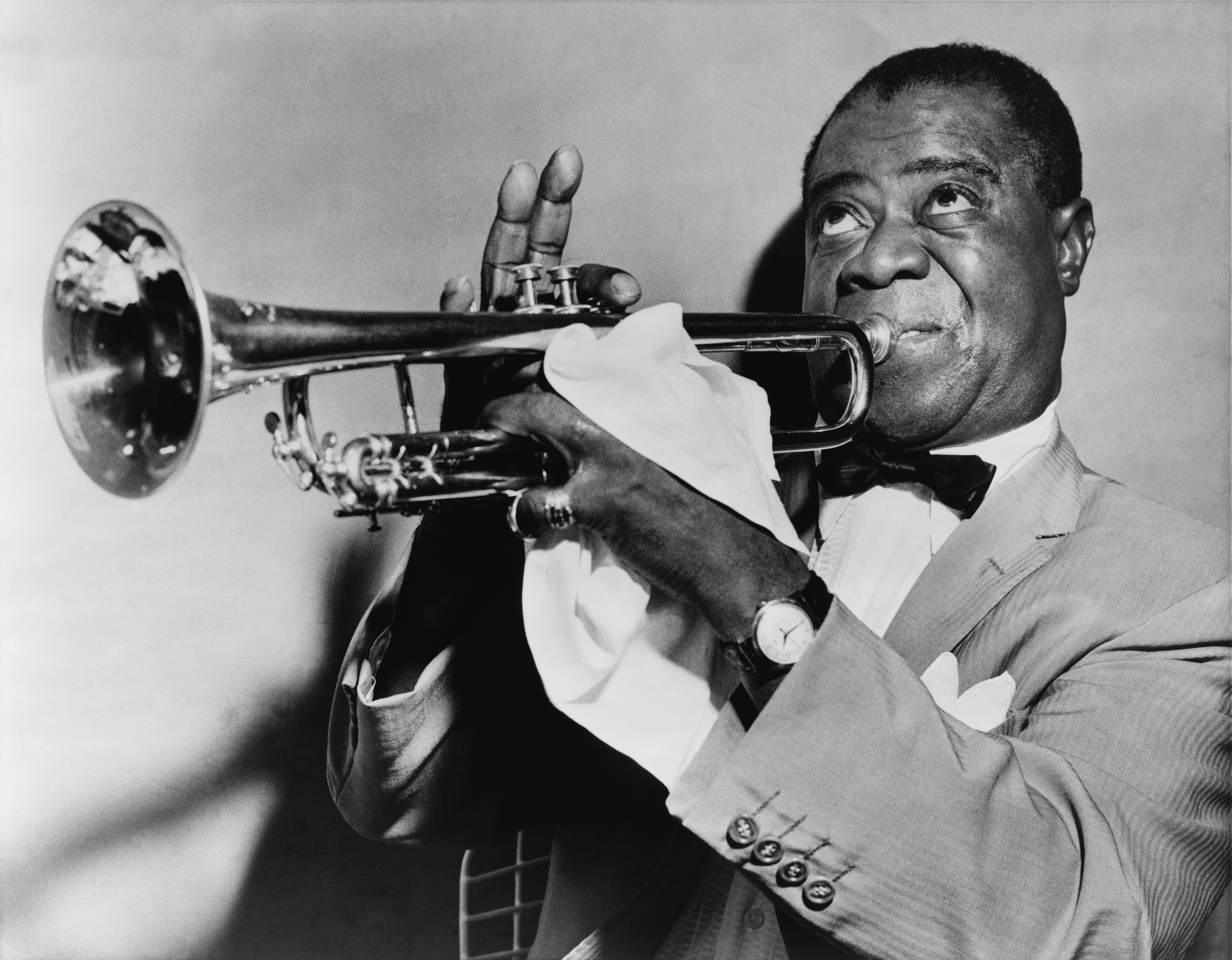
Louis Armstrong com a solista

En música, un solo és una peça o una secció d'una peça tocada o cantada un sol instrument o una sola veu, que toca tot sol, o amb acompanyament que tot i així queda secundari.
La paraula prové de l'italià solo. El plural italià és soli per bé que la forma catalanitzada més corrent és solos. A més, la paraula solos pot ser utilitzada per referir-se a un nombre petit de parts simultànies assignades a músics solistes en una composició orquestral. En el concerto grosso barroc, el terme per designar tal grup de solistes és concertino.
En el barroc i períodes clàssics, la paraula solo era virtualment equivalent a sonata, i es podria referir o a una peça per a un instrument de melodia amb acompanyament continu, o a una sonata per a un instrument de melodia sol, com les Sonates i partites per a violí sol de Johann Sebastian Bach. En moltes actuacions de jazz, cada número alterna seccions de conjunt amb seccions de solo on un artista interpreta sol, o amb l'acompanyament musical discret d'altres músics.
En la música popular un solo fa referència a una melodia improvisada i agradable interpretada per un artista solista o destacat i també es pot referir a un solo de percussió. En el gènere de música country un solo s'anomena un ride. Al cas de grups musicals, també es parla de carrera solo, quan un membre a un cert moment comença cantant o tocant sol.